# Kelurahan Sungai Kerjan
Kelurahan Sungai Kerjan is een bestuurslaag in het regentschap Bungo van de provincie Jambi, Indonesië. Kelurahan Sungai Kerjan telt 7069 inwoners (volkstelling 2010).